# Nerw potyliczny trzeci

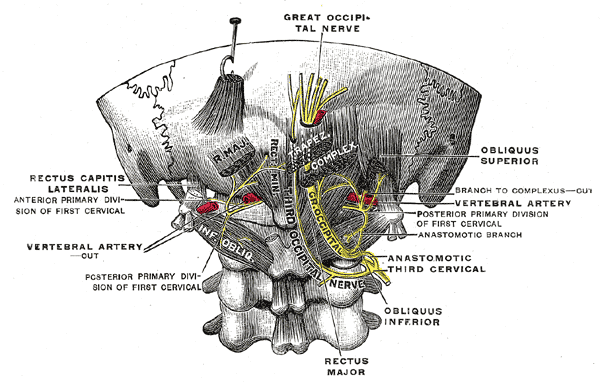
Nerw potyliczny trzeci podpisany THIRD OCCIPITAL NERVE

Nerw potyliczny trzeci (łac. nervus occipitalis tertius) – w anatomii człowieka nerw będący gałęzią grzbietową trzeciego nerwu rdzeniowego. Zaczyna się pod kręgiem obrotowym, otacza wyrostek stawowy górny trzeciego kręgu szyjnego i dzieli się na gałąź przyśrodkową i boczną. Gałąź przyśrodkowa przebiega między mięśniem półkolcowym głowy a mięśniem półkolcowym szyi, następnie biegnąc ku górze przebija mięsień płatowaty głowy i mięsień czworoboczny, kończy się w skórze potylicy przyśrodkowo od gałęzi przyśrodkowej nerwu potylicznego większego. 